# Nigrita luteifrons
La negrita frentigualda (Nigrita luteifrons) es una especie de ave paseriforme de la familia Estrildidae propia de África Central y occidental. Se ha estimado que se extiende por unos 2.500.000 km². 
Se puede encontrar en Angola, Camerún, República Centroafricana, Congo, República Democrática del Congo, Costa de Marfil, Guinea Ecuatorial, Gabón, Ghana, Liberia, Nigeria, Sierra Leona, Togo y Uganda. Su estatus de conservación se evalúa como de baja procupación (LC).